# Elierce Barbosa de Souza
Elierce Barbosa de Souza, conocido deportivamente como Souza (pronunciación en portugués: /ˈso(w)zɐ/; Posse, Goiás, 8 de marzo de 1988) es un futbolista brasileño. Juega de centrocampista y su equipo es la América de Natal del Campeonato Brasileño de Serie D.

## Carrera
Souza comenzó su carrera jugando por diversos equipos del Distrito Federal, como Ceilândia, Brasília y Dom Pedro II. Enfrentó diversas dificultades, como convivir con el hambre, llegando algunas veces a ir al entrenamiento sin tomar el desayuno, por no tener qué comer. Pensó en dejar el sueño de ser jugador de lado, y por un tiempo lo hizo. Dejó el fútbol de lado y regresó a Posse, su ciudad natal, para trabajar como sirviente de albañil. En 2008, reavivó el sueño de ser futbolista y fue a Dom Pedro II, de Brasilia. En este club se destacó, y fue señalado por muchos el mejor volante del Campeonato Brasiliense. Fue contratado por el Palmeiras y se quedó un tiempo en el Palmeiras B; después de nuevamente haber destacado, fue promovido por Vanderlei Luxemburgo al equipo principal del Palmeiras.
En diciembre de 2011, el Palmeiras acordó su préstamo al Náutico hasta finales de 2012, donde el volante cayó bien en la hinchada gracias a goles y pases importantes, y se convirtió en un jugador clave en el esquema del equipo que disputó el Campeonato Brasileño de 2012.
Regresó al Palmeiras para la temporada 2013. Sin embargo, en junio del mismo año, firmó con el Cruzeiro.
Llegó al Azulão en un intercambio por préstamos, en el que el jugador Ananías fue prestado al Palmeiras, mientras Souza acordaba con el equipo celeste. Ayudó el club mineiro a consagrarse campeón del Brasileirão 2013, actuando en algunos partidos y marcando 2 goles.
En junio de 2014 se fue al Santos a préstamo por un año, para la disputa del Campeonato Brasileño de 2014 y la Copa de Brasil.
En enero de 2015 acordó su cesión al Bahia para la disputa de la temporada 2015, en compensación por la ida del lateral Pará para el Cruzeiro.
Después de ser devuelto al conjunto mineiro, Souza fue nuevamente prestado, esta vez, al Cerezo Osaka. En diciembre de 2016 fue comprado por el equipo japonés.

## Trayectoria

### Clubes
| Club                         | País                   | Año       |
| ---------------------------- | ---------------------- | --------- |
| Ceilândia E. C.              | Brasil                 | 2007      |
| Brasília F. C.               | Brasil                 | 2007      |
| E. C. Dom Pedro Bandeirante  | Brasil                 | 2008      |
| S. E. Palmeiras "B"          | Brasil                 | 2008-2009 |
| S. E. Palmeiras              | Brasil                 | 2009-2013 |
| A. A. Ponte Preta (préstamo) | Brasil                 | 2010      |
| A. D. São Caetano (préstamo) | Brasil                 | 2011      |
| Náutico (préstamo)           | Brasil                 | 2012      |
| Cruzeiro E. C. (préstamo)    | Brasil                 | 2013      |
| Cruzeiro E. C.               | Brasil                 | 2014-2016 |
| Santos F. C. (préstamo)      | Brasil                 | 2014      |
| E. C. Bahia (préstamo)       | Brasil                 | 2015      |
| Cerezo Osaka (préstamo)      | Japón                  | 2016      |
| Cerezo Osaka                 | Japón                  | 2017-2019 |
| Al-Ettifaq Club              | Arabia Saudita         | 2020-2022 |
| Khor Fakkan Club             | Emiratos Árabes Unidos | 2022      |
| Náutico                      | Brasil                 | 2022-2023 |
| A. A. Ponte Preta (cedido)   | Brasil                 | 2023      |
| América de Natal             | Brasil                 | 2024-     |

## Estadísticas

### Clubes
Actualizado al 27 de marzo de 2018
| Club                   | Año      | Liga      | Liga     | Liga  | Liga estatal | Liga estatal | Copa nacional | Copa nacional | Continental | Continental | Otro     | Otro  | Total    | Total |
| Club                   | Año      | División  | Partidos | Goles | Partidos     | Goles        | Partidos      | Goles         | Partidos    | Goles       | Partidos | Goles | Partidos | Goles |
| ---------------------- | -------- | --------- | -------- | ----- | ------------ | ------------ | ------------- | ------------- | ----------- | ----------- | -------- | ----- | -------- | ----- |
| Dom Pedro              | 2008     | Série C   | 0        | 0     | 12           | 1            | —             | —             | —           | —           | —        | —     | 12       | 1     |
| Palmeiras              | 2009     | Série A   | 29       | 0     | 3            | 0            | —             | —             | 5           | 0           | —        | —     | 37       | 0     |
| Palmeiras              | 2010     | Série A   | 2        | 0     | 4            | 0            | 3             | 0             | —           | —           | —        | —     | 9        | 0     |
| Palmeiras              | 2013     | Série B   | 0        | 0     | 10           | 1            | —             | —             | 7           | 1           | —        | —     | 17       | 2     |
| Palmeiras              | Subtotal | Subtotal  | 31       | 0     | 17           | 1            | 3             | 0             | 12          | 1           | —        | —     | 63       | 2     |
| Ponte Preta (préstamo) | 2010     | Série B   | 28       | 4     | —            | —            | —             | —             | —           | —           | —        | —     | 28       | 4     |
| São Caetano (préstamo) | 2011     | Série B   | 33       | 5     | 16           | 0            | —             | —             | —           | —           | —        | —     | 49       | 5     |
| Náutico (préstamo)     | 2012     | Série A   | 35       | 7     | 18           | 7            | —             | —             | —           | —           | —        | —     | 53       | 14    |
| Cruzeiro               | 2013     | Série A   | 13       | 2     | 0            | 0            | 2             | 0             | —           | —           | —        | —     | 15       | 2     |
| Cruzeiro               | 2014     | Série A   | 5        | 1     | 8            | 1            | —             | —             | 3           | 0           | —        | —     | 16       | 2     |
| Cruzeiro               | Subtotal | Subtotal  | 18       | 3     | 8            | 1            | 2             | 0             | 3           | 0           | —        | —     | 31       | 4     |
| Santos (préstamo)      | 2014     | Série A   | 18       | 0     | —            | —            | 1             | 0             | —           | —           | —        | —     | 19       | 0     |
| Bahia (préstamo)       | 2015     | Série B   | 27       | 3     | 9            | 3            | 4             | 1             | 2           | 0           | 8        | 3     | 50       | 10    |
| Cerezo Osaka           | 2016     | J2 League | 41       | 8     | —            | —            | —             | —             | —           | —           | —        | —     | 41       | 8     |
| Cerezo Osaka           | 2017     | J1 League | 33       | 4     | —            | —            | 5             | 1             | —           | —           | 2        | 1     | 40       | 6     |
| Cerezo Osaka           | 2018     | J1 League | 3        | 1     | —            | —            | —             | —             | 3           | 0           | —        | —     | 6        | 1     |
| Cerezo Osaka           | Subtotal | Subtotal  | 77       | 13    | —            | —            | 5             | 1             | 3           | 0           | 2        | 1     | 87       | 15    |
| Total                  | Total    | Total     | 267      | 35    | 80           | 13           | 15            | 2             | 20          | 1           | 10       | 4     | 392      | 55    |

1. ↑  Todos los partidos en la Copa Sudamericana
2. ↑  Partidos en la Copa do Nordeste
3. ↑  Todos los partidos en la Copa del Emperador
4. ↑  Todos los partidos en la Liga de Campeones de la AFC

## Palmarés

### Títulos nacionales
| Título              | Club             | País   | Año  |
| ------------------- | ---------------- | ------ | ---- |
| Serie A             | Cruzeiro E. C.   | Brasil | 2013 |
| Campeonato Mineiro  | Cruzeiro E. C.   | Brasil | 2014 |
| Campeonato Baiano   | E. C. Bahia      | Brasil | 2015 |
| Copa J. League      | Cerezo Osaka     | Japón  | 2017 |
| Copa del Emperador  | Cerezo Osaka     | Japón  | 2017 |
| Supercopa de Japón  | Cerezo Osaka     | Japón  | 2018 |
| Campeonato Potiguar | América de Natal | Brasil | 2024 |